# Wierzbica-Kolonia
Wierzbica-Kolonia (prononciation : [vjɛʐˈbit͡sa kɔˈlɔɲa]) est un village polonais de la gmina de Wierzbica dans le powiat de Radom de la voïvodie de Mazovie dans le centre-est de la Pologne.
Il se situe à environ 4 kilomètres au sud-ouest de Wierzbica (siège de la gmina), 22 kilomètres au sud-ouest de Radom (siège du powiat) et à 110 kilomètres au sud de Varsovie (capitale de la Pologne).

## Histoire
De 1975 à 1998, le village appartenait administrativement à la voïvodie de Radom.